# 富辛庄天主堂

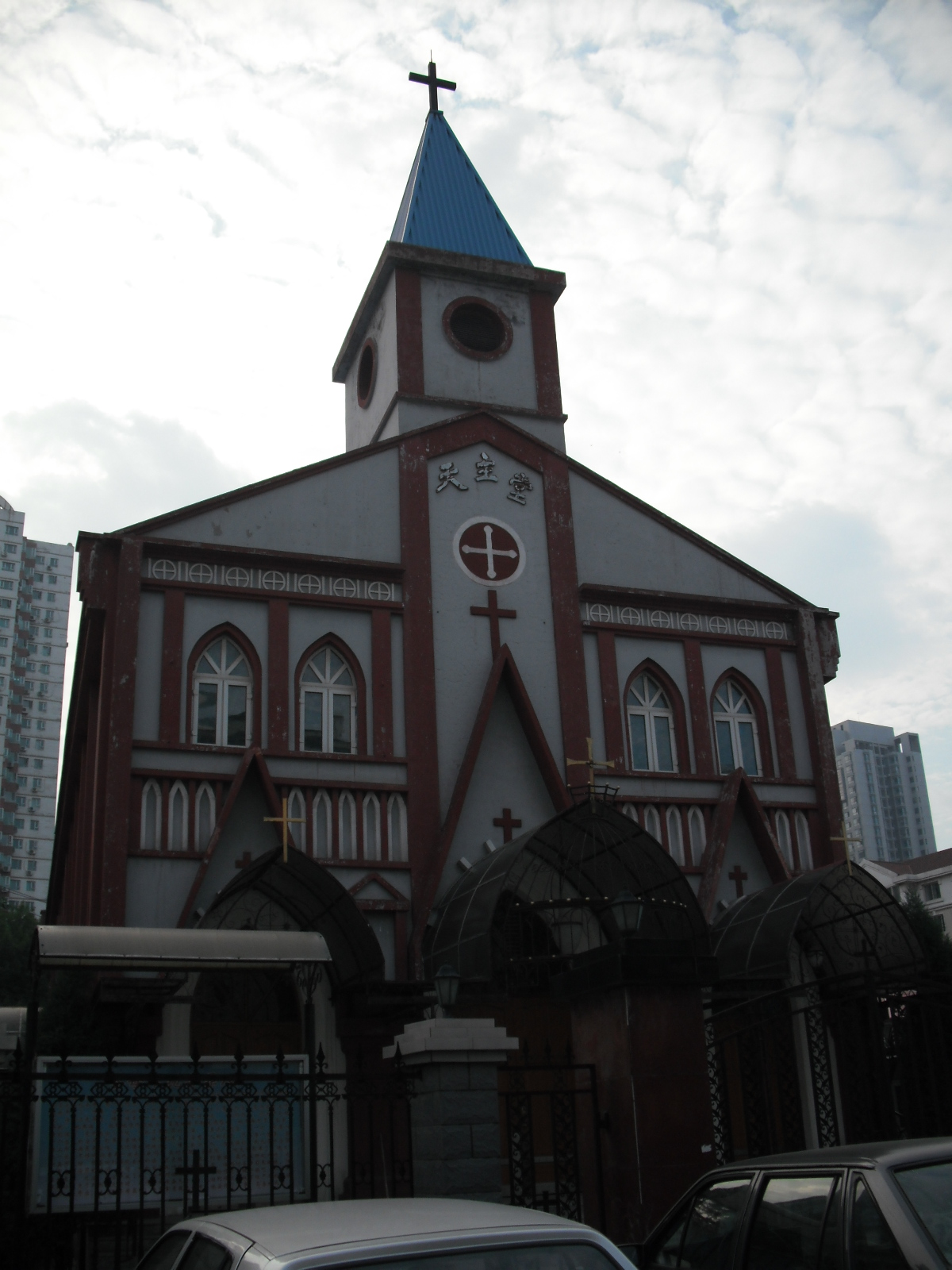
添加标题

天主教天津教区富辛庄天主堂又称西南角圣若瑟堂，位于天津市南开区黄河道富辛庄大街。

## 历史沿革
富辛庄教堂始建于1929年，天主教西开总堂在南大道购置土地3.207亩建设教堂及附属设施。原教堂长30米，宽10米，建筑面积326.72平方米，为砖木结构，尘券门窗，堂内以两排共12根立柱支撑屋顶。1991年教会在原址重建教堂，建筑规模与原教堂相等，但因取消了立柱设计改为框架结构，扩大了使用面积，此外还修建了一座二层小楼作为神父住所和办公地。
2011年底仁慈堂重建并恢复活动之前，富辛庄教堂一直是南开区唯一的天主教堂，也是市区有官方认可的三座天主教堂之一（另外两座为西开教堂和望海楼教堂）。

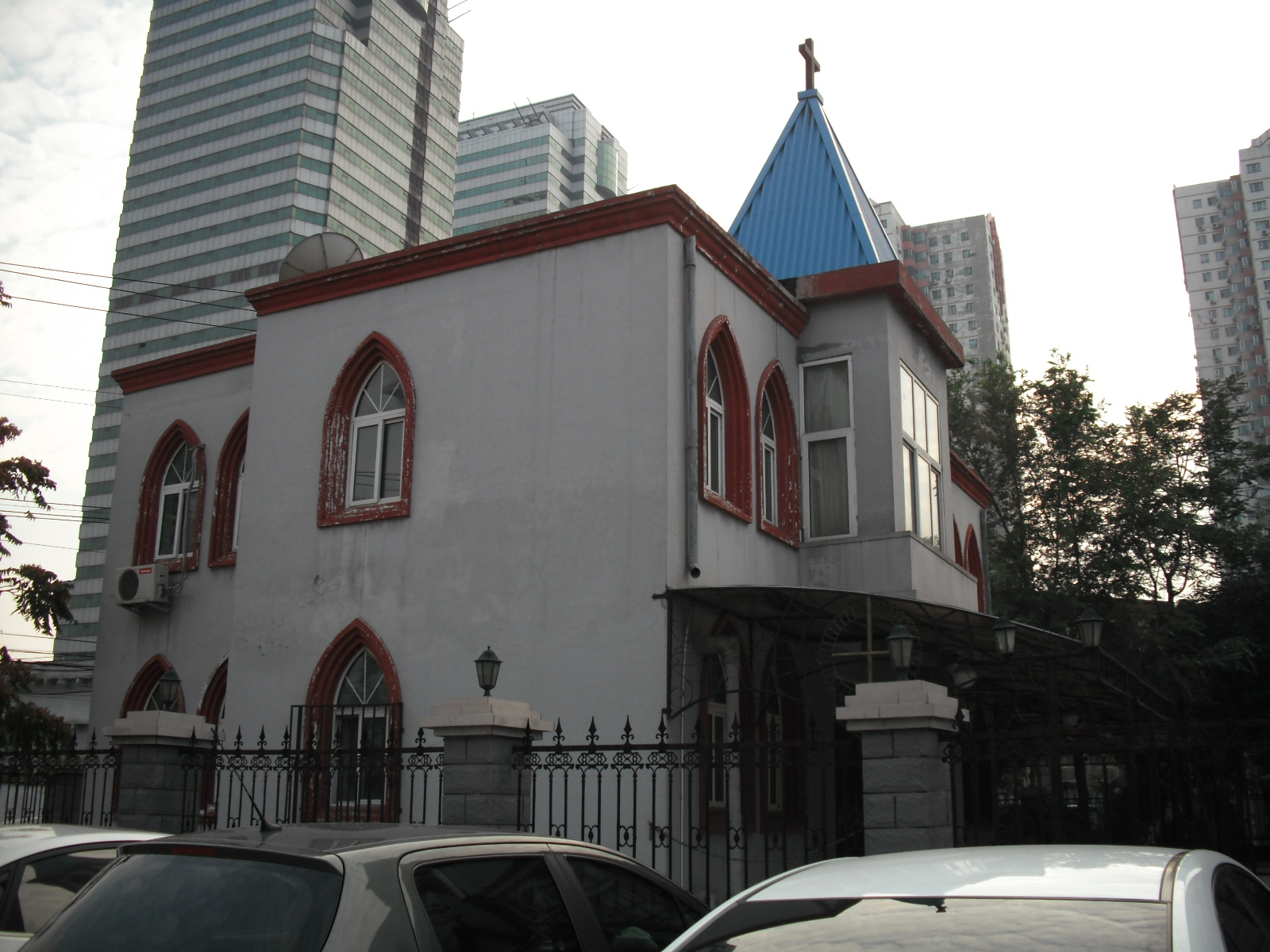
富辛庄教堂附属建筑。
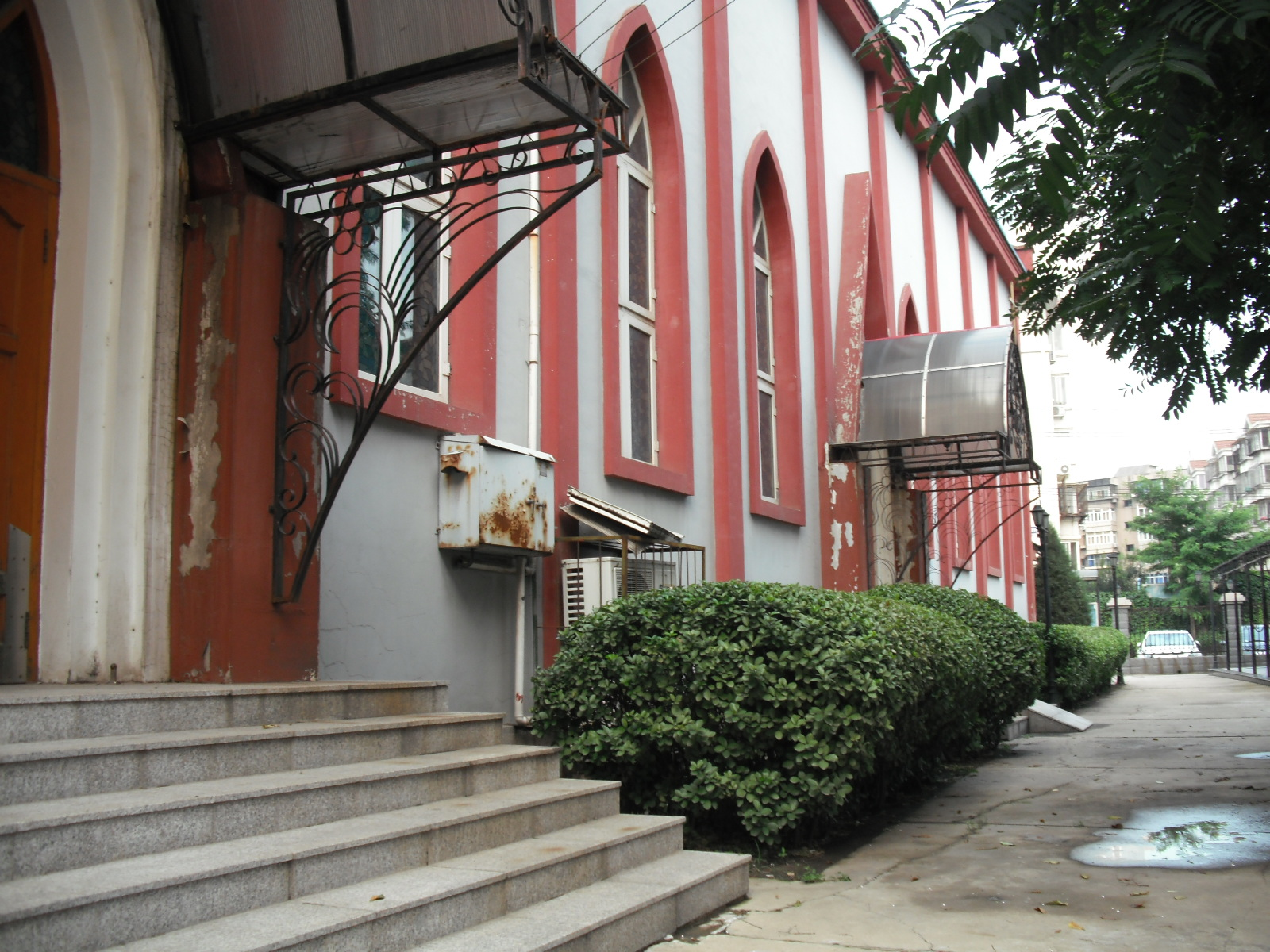
富辛庄教堂侧面。
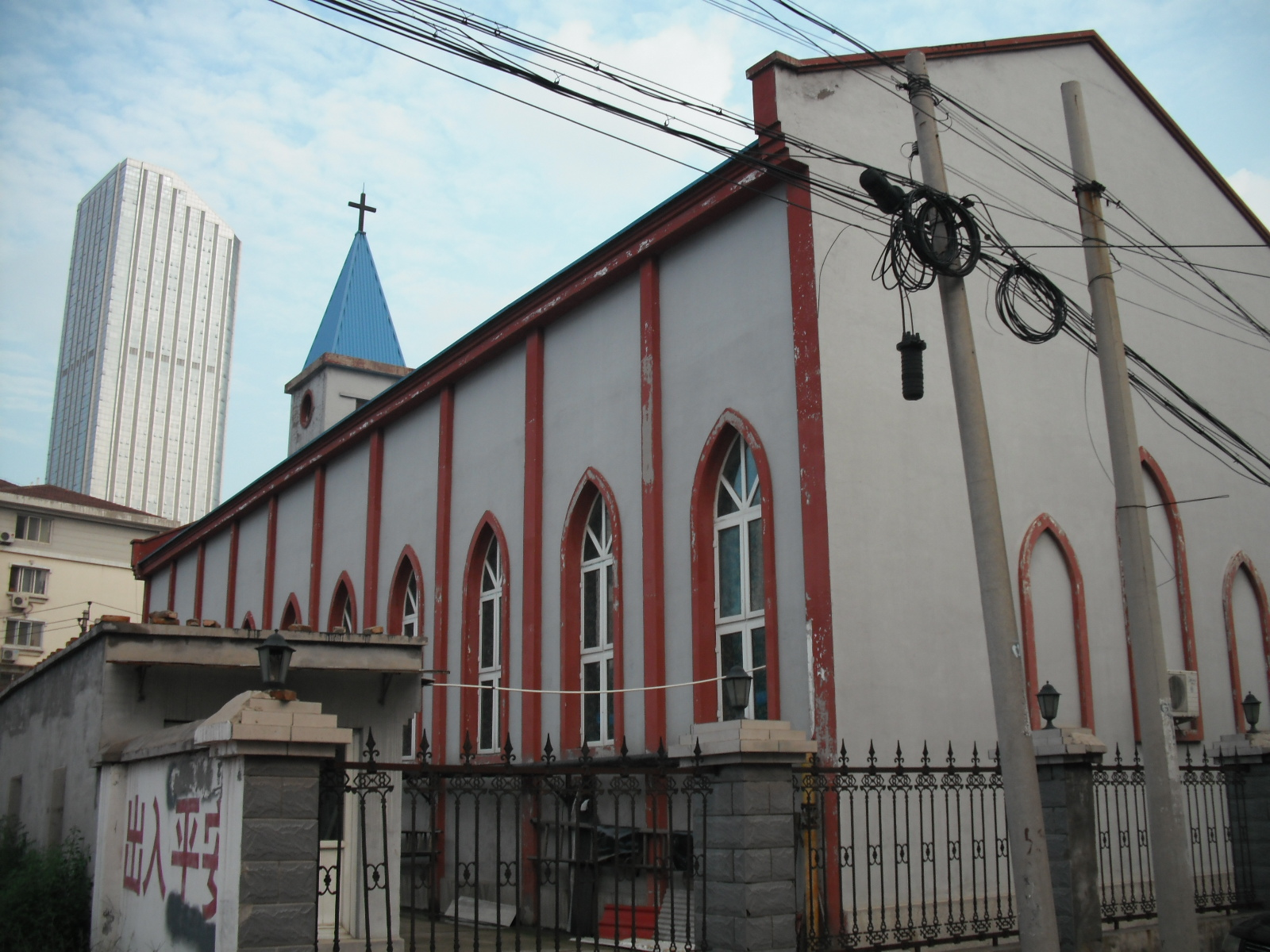
南大道一侧的富辛庄教堂。
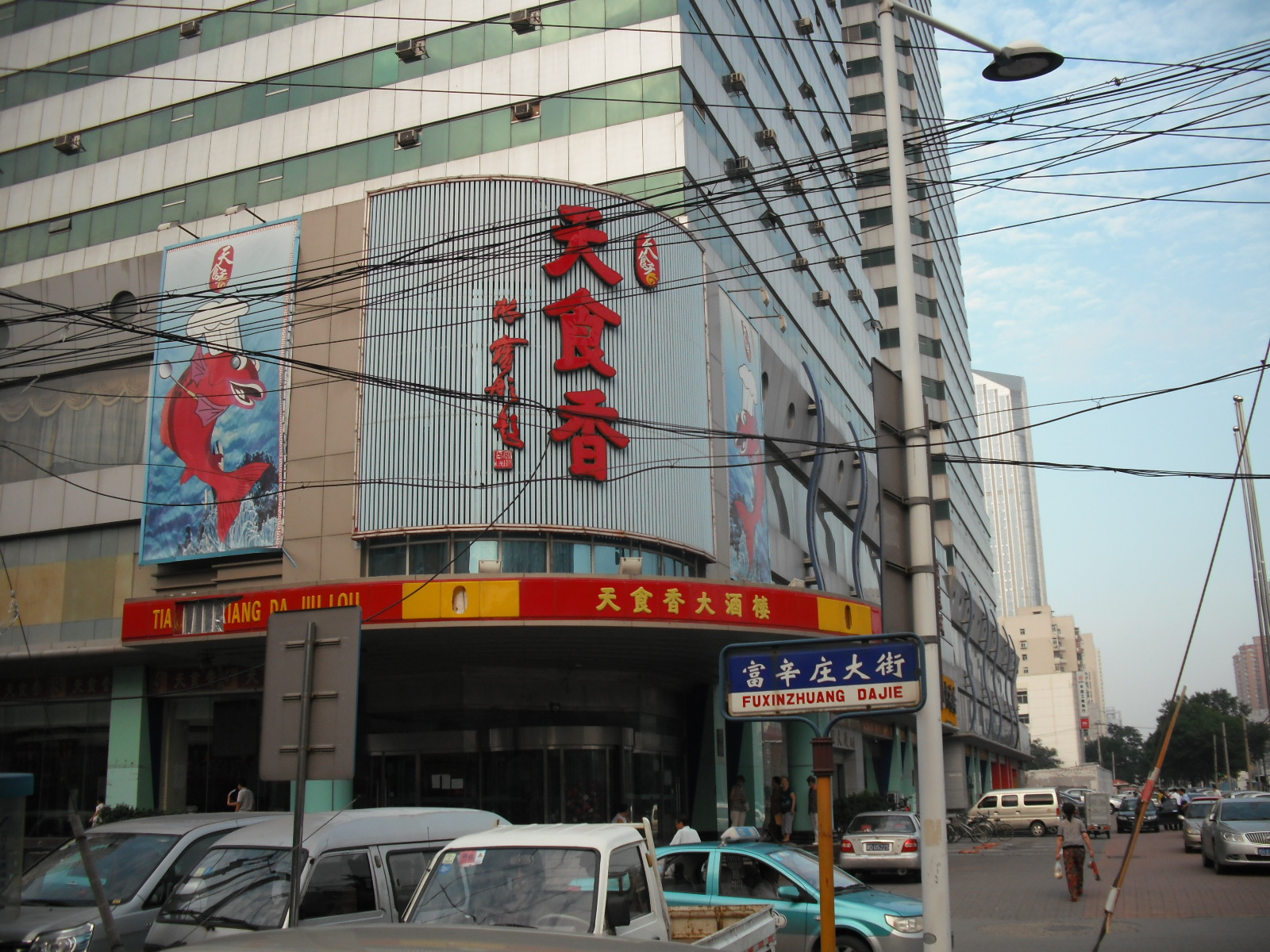
南开区富辛庄大街。